# كوامي باه
كوامي باه (بالإنجليزية: Kwame Baah)‏ هو لاعب كرة قدم غاني، ولد في 21 أبريل 1998 في أكرا في غانا. لعب مع نادي هارت أوف ليونز.